# MTV Video Music Award – Közönségdíj
A Közönségdíjat az első MTV Video Music Awardson adták át. 1994-ig ugyanazok a klipek indultak a kategóriában, mint amelyek a Év videója kategóriában. 1995-től más-más videókat indítottak a két kategóriában (habár ebben az évben mindkét díjat a TLC Waterfalls klipje vihette haza). Ez a nevezési eljárás a kategória megszűnéséig megmaradt.
Ahogy a kategória neve is mutatja, a díj sorsáról a nézők döntöttek, akik telefonon, interneten és SMS-ben szavazhattak a egészen show éjszakájáig. A díjat utoljára 2006-ban adták át. Ekkor szinte minden kategória közönségdíjas lett, így a Közönségdíj fölöslegessé vált. A következő éven, a VMA visszatért eredeti alakjához, a Közönségdíj végleg megszűnt, szavazási eljárása pedig a Legjobb új előadó kategóriában érvényesült.
A kategóriában a legtöbbször az Aerosmith nyert, négyszer. Mindössze négy előadónak sikerült megnyernie a Közönségdíjat és az Év videója díjat egyazon évben: INXS, Aerosmith, TLC és Green Day (utóbbi különböző videókkal nyert).
| Év   | Győztes | További jelöltek                                             |
| ---- | --- | ------------------------------------------------------------ |
| 1984 | Michael Jackson — Thriller | - The Police — Every Breath You Take                         |
| 1985 | USA for Africa — We Are the World | - David Lee Roth — Just a Gigolo/I Ain't Got Nobody          |
| 1986 | a-ha — Take on Me | - Talking Heads — Road to Nowhere                            |
| 1987 | U2 — With or Without You | - Steve Winwood — Higher Love                                |
| 1988 | INXS — Need You Tonight/Mediate | - U2 — Where the Streets Have No Name                        |
| 1989 | Madonna — Like a Prayer | - Neil Young — This Note's for You                           |
| 1990 | Aerosmith — Janie's Got a Gun | - Sinéad O’Connor — Nothing Compares 2 U                     |
| 1991 | Queensrÿche — Silent Lucidity | - R.E.M. — Losing My Religion                                |
| 1992 | Red Hot Chili Peppers — Under the Bridge                                                                                                   | - Van Halen — Right Now                                      |
| 1993 | Aerosmith — Livin' on the Edge | - R.E.M. — Man on the Moon                                   |
| 1994 | Aerosmith — Cryin' | - R.E.M. — Everybody Hurts                                   |
| 1995 | TLC — Waterfalls | - R.E.M. — What's the Frequency, Kenneth?                    |
| 1996 | Bush — Glycerine | - The Smashing Pumpkins — Tonight, Tonight                   |
| 1997 | The Prodigy — Breathe | - The Wallflowers — One Headlight                            |
| 1998 | Puff Daddy and the Family (közreműködik The LOX, Lil' Kim, The Notorious B.I.G. és Fuzzbubble) — It's All about the Benjamins (rock remix) | - Will Smith — Ghetto Supastar (That Is What You Are)        |
| 1999 | Backstreet Boys — I Want It That Way | - TLC — No Scrubs                                            |
| 2000 | ’N Sync — Bye Bye Bye | - Britney Spears — Oops!... I Did It Again                   |
| 2001 | ’N Sync — Pop | - Nelly — Ride wit Me                                        |
| 2002 | Michelle Branch — Everywhere | - P.O.D. — Alive                                             |
| 2003 | Good Charlotte — Lifestyles of the Rich and Famous                                                                                         | - Justin Timberlake — Cry Me a River                         |
| 2004 | Linkin Park — Breaking the Habit | - Yellowcard — Ocean Avenue                                  |
| 2005 | Green Day — American Idiot | - Snoop Dogg (közreműködik Pharrell) — Drop It Like It's Hot |
| 2006 | Fall Out Boy — Dance, Dance | - Shakira (közreműködik Wyclef Jean) — Hips Don't Lie        |